# ロジャー・ウィッカー
ロジャー・フレデリック・ウィッカー（Roger Frederick Wicker、1951年7月5日 - ）は、アメリカ合衆国の政治家、元軍人。ミシシッピ州ポントトック出身。
ミシシッピ州議会上院議員、連邦下院議員（ミシシッピ州第1区選出）を経て、現在は連邦上院議員を務める。所属政党は共和党で、宗教は南部バプテストである。ゲイル夫人との間に3人の子供がいる。

## 初期の経歴
1951年7月5日、ミシシッピ州テューペロでフレッド・ウィッカー（Fred Wicker）とワードナ・ウィッカー（Wordna Wicker）夫妻の間に生まれ、その後ポントトックで少年時代を過ごす。父のフレッドは巡回裁判所判事などを務めた人物で、当時の南部人の多くがそうであったように、保守的な民主党員だったという。ウィッカーも16歳の時、地元ミシシッピ州選出で後に自身が後任を務めることになるジェイミー・ウィッテン下院議員（民主党）のペイジを務めるなど民主党との関わりが深かったが、現在まで所属している共和党に関心を持ったのは高校時代のことだという。
地元のポントトック公立高校を1969年に卒業後、ミシシッピ大学に入学する。在学中は勉学に加え、学生会の会長を務めるなど勉学以外の活動にも携わった。1973年に政治学とジャーナリズムの学位を得て大学を卒業すると、その後はさらに同大学のロースクールに進学、法務博士号を得て1975年に卒業する。
この後、進学に予備役将校訓練課程（ROTC）を利用していたことからいったん軍務に就き、空軍で法務官（Judge Advocate）として勤務、1980年まで現役で任務にあたる。その後は予備役となるが、引き続き2004年まで籍を置いていた（退役時の階級は中佐）。
軍務を退いた後は政治の世界に一時身を投じる。1980年から1982年まで、連邦議会下院の議事規則委員会（House Committee on Rules）に委員会スタッフとして勤務し、同郷のトレント・ロット下院議員（後に上院議員）付きのスタッフとなる。1982年に委員会スタッフを辞した後は、故郷のミシシッピ州に戻り弁護士として活動、1984年から1987年までの4年間は公選弁護人を務めたほか、1986年から1987年までの2年間はテューペロ市の自治体裁判所（Municipal Court）で判事代理（judge pro tempore）も務めている。

## 政界進出・下院議員
1986年に実施されたミシシッピ州議会上院の選挙に出馬・当選を果たし、本格的に政界に進出する。州議会上院議員2期目の1994年には、当時の下院共和党院内幹事だったニュート・ギングリッチが掲げた保守革命・「アメリカとの契約（Contract with America）」を支持し、同年11月の中間選挙にミシシッピ第1区から出馬・当選を果たす。このミシシッピ州第1区の議席は、ウィッカーが高校時代にペイジを務めたこともあるジェイミー・ウィッテン下院議員が、1972年の選挙で同州第2区から選挙区替えして以降22年間にわたって守ってきた議席であったが、ウィッテン議員が94年の選挙には出馬せず引退したことで、共和党ではウィッカー含め6人が、民主党でも3人が予備選に乱立する混戦となっていた。この時の予備選でウィッカーは、まず第1回投票で27％の票を獲得してトップとなり、次の決選投票では同州選出のサッド・コクラン上院議員の補佐官だったグラント・フォックス（Grant Fox）を53％の票を獲得して破り、正式に共和党の候補者に選出された。また本選挙では、民主党候補のビル・ウィーラー（Bill Wheeler）州議会下院議員を得票率にして63％対37 ％の大差で下している。ミシシッピ州第1区において共和党の下院議員が誕生したのは、レコンストラクション直後の1870年に当選したジョージ・E・ハリス以来のことであり、ハリスは1873年に辞職しているため、およそ122年ぶりの快挙となった。
当選後は通算7期14年にわたって下院議員を務める。当選直後には、同じ1994年の中間選挙で初当選した共和党議員で構成される議員会の会長を務めた。また、委員会活動では前任者であるウィッテン議員と同じ歳出委員会に所属、歳出委員会の中では特に軍事施設建設・退役軍人問題及び関連機関に関する歳出小委員会のメンバーとして活動した。

## 上院議員への転身
2007年11月26日、院内総務なども務めた上院共和党重鎮のトレント・ロット議員（当時は院内幹事）が突如議員辞職を表明、それに伴いウィッカーはヘイリー・バーバー州知事から後任の上院議員に指名される。指名を受けたことに伴って、2007年12月31日付で下院議員を辞職、同日付で上院議員に就任した。
補欠選挙は、翌2008年の2月に出された州最高裁判所の決定に従い、同年11月の大統領選挙と同時に実施された。この選挙でウィッカーは、55％の得票を獲得し、厳しい戦いの中で再選を果たす。この選挙でライバルとなる民主党側は、ブッシュ大統領の不人気などを追い風に、対立候補としてロニー・マスグローブ前州知事を立てたほか、上院民主党選挙委員会も300万ドルの選挙資金を投じるなど、ジョン・ステニス議員の引退以来20年近く遠ざかっているミシシッピ州の議席を奪還すべく、激しい攻勢をかけた。マスグローブ陣営はウィッカーの移民政策における主張の曖昧さや下院議員時代に最低賃金引き上げ法案に反対票を投じたこと、政治献金問題などを攻撃、一方のウィッカー陣営はマスグローブが民主党員としては極めて保守的（中絶反対派にして銃所持賛成派）であることから、通常の民主党リベラル派に対する主張とは異なり、献金問題（特にマスグローブ陣営に献金した支援者に、州政府からの融資3,400万ドルを焦げ付かせた食肉加工業者の経営陣が含まれていた問題）や、州知事時代に実行しようとした州旗の変更問題について攻撃した。ウィッカー陣営は、特に州旗変更問題について「我々の州の旗を殺そうとしている（tried to kill our state flag）」などと激しく攻撃した。この州旗変更問題は、マスグローブが州知事時代、同州の人口の37％を占める黒人有権者層からの支持獲得なども狙い、旧アメリカ連合国の国旗の紋章（南軍旗“The Battle Flag”のデザインと同じ）を含んだ現行の州旗のデザインを改めようとしたことが発端であるが、マスグローブは黒人有権者層の支持を獲得するどころか逆に白人層の支持を失うことになり、再選を目指した2003年の州知事選挙で敗北を喫するなど、彼にとっては非常に相性の悪い問題であった。今回の選挙でも、「前知事」という肩書きは全州的な知名度という点でマスグローブ陣営に有利な要素となったが、知事時代のこの州旗変更問題は同陣営にとってまたもやマイナス要因となった。
一騎討ちとなった選挙戦は、結局終盤までウィッカーがやや優位（支持率にして数ポイントのリード）を保ちながらも一進一退の攻防が繰り広げられる接戦となったが、最後の1週間で差を10ポイントに広げ、そのまま逃げ切った。同年の選挙では、前述のブッシュ大統領・共和党の不人気と民主党への追い風から共和党議員の多くが苦戦を強いられたが、その中でウィッカーの勝利は数少ない好材料といえる。
2012年・2018年の上院選ではいずれも民主党候補に大差をつけて再選。

## 発言・主張
- 2020年3月10日 - ロジャー・ウィッカーは政治情報サイトの論評で、日本国内で金融商品取引法違反の罪で逮捕、起訴されているグレッグ・ケリーの処遇ぶりを批判。日本政府に対して公正な裁判を保証するよう求めた。グレッグ・ケリーは日産自動車の元代表取締役であり、2018年11月19日、カルロス・ゴーンとともに逮捕されていた[15]。